# Melek (album)
Albums de Candan Erçetin
Remix Remix'5
Dans son album Melek (L'Ange), Candan Erçetin a composé la plupart de ses chansons. La chanson Şehir est un duo avec le chanteur de rap Ceza.

## Liste des chansons
1. Melek (L'Ange)
2. Ağlıyor musun? (Tu pleures?)
3. Meğer (Toutefois)
4. Canı Sağolsun
5. Sitem (Le reproche)
6. Bir Yangının Külünü v:1 (Les cendres d'un feu)
7. Bahane (Le prétexte)
8. Şehir (La ville) feat Ceza
9. Sensizlik
10. Yaşıyorum (Je vis)
11. Bu Sabah (Ce matin)
12. Sonsuz (Infini)
13. Gökyüzünde Yalnız Gezen Yıldızlar (Etoiles solitaires se promenant dans le ciel)
14. Bir Yangının Külünü v:2

## Vidéo Clips
- Melek
- Meğer